# Rubber Factory
Rubber Factory — третий студийный альбом американской блюзовой рок-группы The Black Keys. Он был спродюсирован самими участниками группы и выпущен 7 сентября 2004 года на лейбле Fat Possum Records. Альбом был записан в заброшенном заводе по производству шин в родном городе группы, Акроне, штат Огайо. Rubber Factory получил положительные отзывы и стал первым альбомом группы, вошедшим в чарт Billboard 200 в США, достигнув 143-го места.

## Об альбоме
The Black Keys записали свои первые два студийных альбома в подвале барабанщика Патрика Карни. Здание было продано его владельцем, что вынудило группу искать новое место для записи третьего альбома.

## Отзывы
| Совокупная оценка    | Совокупная оценка |
| Источник             | Оценка            |
| -------------------- | ----------------- |
| Metacritic           | 81/100            |
| Оценки критиков      |                   |
| Источник             | Оценка            |
| AllMusic             | [ 3 ]             |
| Boston Herald        | [ 4 ]             |
| Entertainment Weekly | A                 |
| The Independent      | [ 6 ]             |
| Mojo                 | [ 7 ]             |
| NME                  | 7/10              |
| Pitchfork            | 8.3/10            |
| Q                    | [ 10 ]            |
| Rolling Stone        | [ 11 ]            |
| Spin                 | B                 |

Альбом получил положительные отзывы музыкальной критики и интернет-изданий. По данным сайта-агрегатора рецензий Metacritic, альбом получил средний балл критиков 81 из 100. Джеймс Хантер из The Washington Post сказал, что альбом «богато использует все то, что заставило рок-н-ролльный комментариат принять [группу] в качестве создателей нового инди-рок-блюза». В восторженной статье Дэвид Браун из Entertainment Weekly поставил альбому «A» и написал шесть вариантов рецензии на него. Он назвал его «lo-fi версией классического рок-буги, сделанной абсолютно искренними инди-рок ботаниками, и сделанной правильно» и сказал, что «Keys превзошли не только себя, но и почти всех остальных в роке в этом году». В трехзвездочной рецензии Кристиан Хоард из Rolling Stone описал альбом как «высокоударный сказз-блюз, который стремится к первому Хендриксу и почти достигает его, в основном благодаря толстым гитарным линиям Дэна Ауэрбаха», но сказал, что ему не хватает полностью сформированных песен. Джонатан Цвикель из Pitchfork поставил альбому оценку 8,3/10, написав, что «в Rubber Factory больше чувствуется альбом, осознанное продвижение от песни к песне, а не вязкое, всепоглощающее чувство, которое превратило их дебютник The Big Come Up в кипящий разваливающийся шар».
Альбом стал для группы первым попаданием в чарт Billboard 200, достигнув 143 места. После коммерческого успеха студийного альбома 2011 года El Camino, Rubber Factory вновь вошел в чарт в мае 2012 года, достигнув 131 места.

## Список композиций
Слова и музыка всех песен — Дэн Ауэрбах, Патрик Карни, кроме указанных..
| №   | Название                               | Длительность |
| --- | -------------------------------------- | ------------ |
| 1.  | «When the Lights Go Out»               | 3:23         |
| 2.  | «10 A.M. Automatic»                    | 2:59         |
| 3.  | «Just Couldn't Tie Me Down»            | 2:57         |
| 4.  | «All Hands Against His Own»            | 3:16         |
| 5.  | «The Desperate Man»                    | 3:54         |
| 6.  | «Girl Is on My Mind»                   | 3:28         |
| 7.  | «The Lengths»                          | 4:54         |
| 8.  | «Grown So Ugly» (Robert Pete Williams) | 2:27         |
| 9.  | «Stack Shot Billy»                     | 3:21         |
| 10. | «Act Nice and Gentle» (Ray Davies)     | 2:41         |
| 11. | «Aeroplane Blues»                      | 2:50         |
| 12. | «Keep Me»                              | 2:52         |
| 13. | «Till I Get My Way»                    | 2:31         |

| №   | Название                           | Длительность |
| --- | ---------------------------------- | ------------ |
| 14. | «Summertime Blues» (Eddie Cochran) | 2:34         |

## Участники записи
- Дэн Ауэрбах — вокал, гитара, бас.
- Патрик Карни — ударные, продюсирование, перкуссия.

## Чарты
| Чарт (2004—2005)                             | Высшая позиция |
| -------------------------------------------- | -------------- |
| Австралия (ARIA)                             | 18             |
| Франция (SNEP)                               | 123            |
| Шотландия (Scottish Albums Chart)            | 59             |
| Великобритания (UK Albums Chart)             | 62             |
| Великобритания (UK Independent Albums Chart) | 11             |
| США (Billboard 200)                          | 131            |
| США (Billboard Top Heatseekers Albums)       | 5              |
| США (Billboard Independent Albums)           | 11             |